# Kanemoto J. Noritsugu
J Noritsugu (Jノリツグ), även känd som Jay. Han är en japansk kock och TV-profil.

## Biografi
År 1994 flyttade J Noritsugu till Tokyo, där han arbetade med många olika typer av maträtter från hela världen på olika restauranger, fram till 2000. Det var genom alla dessa erfarenheter han sedan fick möjlighet att uttrycka och forma sin egen matlagningsstil.
J Noritsugu uppmärksammades av japansk media och fick möjlighet att synas i olika TV-program runt om i Japan. Hans noggrannhet vad gäller detaljer har gjort honom framgångsrik på den japanska marknaden.
J Noritsugu har även varit delaktig i skrivandet av olika recept och produkter för japanska företag, som finns att hitta i många varuhus runt om i Japan, på matlagningsevent, och TV-program.